# Випереджальні економічні індикатори
Випереджа́льні економі́чні індика́тори (англ. Leading Economic Indicators) — складений індекс, що включає 10 економічних показників (1996 р. = 100), які випереджають тенденцію ділової активності з тимчасовим кроком від шести до дев'яти місяців.
До цих показників відносяться:
- Середня тривалість робочого тижня (зі звіту про зайнятість)
- Число первинних звертань безробітних
- Обсяг замовлень на споживчі товари (зі звіту про промислові замовлення)
- Оцінка діяльності постачальників (зі звіту Національної асоціації менеджерів із закупівель)
- Обсяг замовлень на товари виробничого призначення, не пов'язаних з оборонною промисловістю (зі звіту про промислові замовлення)
- Дозволи на нове будівництво (зі звіту по новому житловому будівництву)
- Рівень Індексу S&P 500
- Показник грошового агрегату M2 з виправленням на інфляцію
- Спред між відсотковими ставками 10-річних казначейських облігацій і федеральних фондів
- Індекс настрою споживчого ринку Мічиганського університету

## Періодичність
Звіт публікується щомісяця (наприкінці місяця, 10:00 E.T.) Національною промисловою асоціацією і містить дані за попередній місяць.

## Ступінь впливу на ринок
Не робить помітного впливу на динаміку торгів.